# Nuova creazione
Il concetto di Nuova creazione o Nuova creatura (in greco antico: καινὴ κτίσις) ricorre nella Bibbia e nella teologia cristiana per riferirsi ad una nuova opera creativa di Dio che sarà realizzata quando giungerà a termine la realtà che noi oggi conosciamo. Chiamata anche "nuovi cieli e nuova terra", la nuova creazione trova nella persona di Gesù Cristo la sua "primizia" e nella "nuova natura" di colui e colei che ha fatto l'esperienza della conversione a Cristo (rigenerazione) la sua anticipazione (sia pur imperfetta).

## Esposizione della dottrina
La Bibbia afferma che il mondo è stato creato atto allo scopo (Genesi 1,31). Essa non spiega completamente l'origine del male, ma riconosce che il mondo presente non risponde al disegno originale del suo Creatore.
La speranza della salvezza futura diventa perciò anche la speranza di una restaurazione dell'ordine della creazione originale. Vi sarà allora armonia tra essere umano e natura (Michea 4,1-4; Isaia 2,2-4; 11,6-9), saranno creati nuovi cieli e nuova terra (Isaia 65,17 e sgg., 66,22).
Nuova creazione e restaurazione del popolo di Israele disperso si confondono allora in un atto unico di salvezza.
La medesima speranza è presentata nel Nuovo Testamento che parla della redenzione di tutta la creazione dalla "servitù della corruzione": "Infatti noi sappiamo che fino ad ora tutto il mondo creato geme insieme ed è in travaglio. E non solo esso, ma anche noi stessi, che abbiamo le primizie dello Spirito noi stessi, dico, soffriamo in noi stessi, aspettando intensamente l'adozione, la redenzione del nostro corpo" Romani 8,22-23) e il libro dell'Apocalisse si chiude con la visione dei nuovi cieli e della nuova terra (Apocalisse 21,11. Cfr. "Noi, secondo la sua promessa, aspettiamo nuovi cieli e nuova terra nei quali abita la giustizia" (2 Pietro 3,12).
Gesù Cristo, come evidenziato nella sua risurrezione è primizia della nuova creazione: "Se noi speriamo in Cristo solo in questa vita, noi siamo i più miserabili di tutti gli uomini. Ma ora Cristo è stato risuscitato dai morti, ed è la primizia di coloro che dormono. Infatti, siccome per mezzo di un uomo è venuta la morte, così anche per mezzo di un uomo è venuta la risurrezione dei morti. Perché, come tutti muoiono in Adamo, così tutti saranno vivificati in Cristo ma ciascuno nel proprio ordine: Cristo la primizia, poi coloro che sono di Cristo alla sua venuta" (1 Corinzi 15,18-23).

## La nuova creatura
Quando Dio opera il rinnovamento e la rigenerazione (palingenesía, Matteo 19,28; Tito 3,5; cfr. Giovanni 3,5; Romani 6,6, 2 Corinzi 5,17; Galati 6,15; 1 Pietro 1,3.23) di una persona convertendola, per la forza (energeia/dynamis) dello Spirito Santo, a Gesù Cristo (Tito 3,5), si innesca in essa un processo di cambiamento (metanoia) intellettuale, morale e spirituale che porta la persona a partecipare, per grazia di Dio-Trinità (2 Corinzi 13,13), alla nuova creazione:  "Se dunque uno è in Cristo, egli è una nuova creatura; le cose vecchie sono passate; ecco, tutte le cose sono diventate nuove" (2 Corinzi 5,17); "In Cristo Gesù, infatti, né la circoncisione, né l'incirconcisione hanno alcun valore, ma l'essere una nuova creatura" (Galati 6,15).